# Grand Prix van Groot-Brittannië 1948
De Grand Prix van Groot-Brittannië 1948 was een autorace die werd gehouden op 2 oktober 1948 op Silverstone in Silverstone.

## Uitslag
- NA staat voor niet verschenen.
- (r) staat voor reserve-inschrijving.

| Positie | No | Rijder                                     | Team        | Ronden | Tijd/Opgave     | Startplaats |
| ------- | -- | ------------------------------------------ | ----------- | ------ | --------------- | ----------- |
| 1       | 18 | Luigi Villoresi                            | Maserati    | 65     | 3:18.03.0       | 24          |
| 2       | 11 | Alberto Ascari                             | Maserati    | 65     | +14.0           | 25          |
| 3       | 16 | Bob Gerard                                 | ERA         | 65     | +2:03.0         | 4           |
| 4       | 3  | Louis Rosier                               | Talbot-Lago | 65     | +4:35.6         | 12          |
| 5       | 19 | Birabongse Bhanubandh                      | Maserati    | 64     | +1 ronde        | 6           |
| 6       | 25 | John Bolster Peter Bell                    | ERA         | 63     | +2 ronden       | 13          |
| 7       | 24 | Philip Fotheringham-Parker David Hampshire | ERA         | 60     | +5 ronden       | 19          |
| 8       | 27 | Roy Salvadori                              | Maserati    | 60     | +5 ronden       | 22          |
| 9       | 20 | Emmanuel de Graffenried                    | Maserati    | 59     | +6 ronden       | 2           |
| 10      | 30 | George Nixon                               | ERA         | 58     | +7 ronden       | 20          |
| 11      | 14 | Peter Walker                               | ERA         | 53     | +12 ronden      | 8           |
| 12      | 9  | Bob Ansell George Bainbridge               | Maserati    | 50     | +15 ronden      | 21          |
| NF      | 23 | Cuth Harrison                              | ERA         | 47     | Ventiel         | 10          |
| NF      | 1  | Louis Chiron                               | Talbot-Lago | 37     | Versnellingsbak | 1           |
| NF      | 26 | Dudley Folland Sam Gilbey                  | Maserati    | 36     | Versnellingsbak | 23          |
| NF      | 12 | Raymond Mays                               | ERA         | 35     | Zuiger          | 17          |
| NF      | 4  | Philippe Étancelin                         | Talbot-Lago | 22     | Motor           | 3           |
| NF      | 22 | Brian Shawe-Taylor Geoffrey Ansell         | ERA         | 22     | Crash           | 15          |
| NF      | 8  | Duncan Hamilton                            | Maserati    | 17     | Oliedruk        | 18          |
| NF      | 31 | Geoff Richardson                           | ERA         | 12     | Transmissie     | 14          |
| NF      | 17 | Gordon Watson                              | Alta        | 8      | Benzinetank     | 16          |
| NF      | 29 | Tony Rolt                                  | Alfa Romeo  | 6      | Motor           | 9           |
| NF      | 2  | Gianfranco Comotti                         | Talbot-Lago | 3      | Remmen          | 11          |
| NF      | 6  | Reg Parnell                                | Maserati    | 1      | Benzinetank     | 7           |
| NF      | 15 | Leslie Johnson                             | ERA         | 1      | Transmissie     | 5           |
| NQ      | 32 | Bobbie Baird                               | Emeryson    |        |                 | DNQ         |
| NA      | 10 | Raymond Sommer                             | Ferrari     |        | Niet verschenen |             |
| NA      | 11 | Giuseppe Farina                            | Ferrari     |        | Niet verschenen |             |
| (r)     | 5  | Lord Selsdon                               | Talbot-Lago |        |                 |             |
| (r)     | 7  | Fred Ashmore                               | Maserati    |        |                 |             |
| (r)     | 21 | Anthony Baring                             | Maserati    |        |                 |             |
| (r)     | 28 | Leslie Brooke                              | Maserati    |        |                 |             |

1926 · 1927 · 1948 · 1949 · 1950 · 1951 · 1952 · 1953 · 1954 · 1955 · 1956 · 1957 · 1958 · 1959 · 1960 · 1961 · 1962 · 1963 · 1964 · 1965 · 1966 · 1967 · 1968 · 1969 · 1970 · 1971 · 1972 · 1973 · 1974 · 1975 · 1976 · 1977 · 1978 · 1979 · 1980 · 1981 · 1982 · 1983 · 1984 · 1985 · 1986 · 1987 · 1988 · 1989 · 1990 · 1991 · 1992 · 1993 · 1994 · 1995 · 1996 · 1997 · 1998 · 1999 · 2000 · 2001 · 2002 · 2003 · 2004 · 2005 · 2006 · 2007 · 2008 · 2009 · 2010 · 2011 · 2012 · 2013 · 2014 · 2015 · 2016 · 2017 · 2018 · 2019 · 2020 · 2021 · 2022 · 2023 · 2024 · 2025 · 2026 · 2027 · 2028 · 2029 · 2030 · 2031 · 2032 · 2033 · 2034